# Antiga església de Sant Salvador de Prenafeta
|  | No s'ha de confondre amb l'església nova de Sant Salvador de Prenafeta. |

L'antiga església de Sant Salvador de Prenafeta és una església al poble de Prenafeta, al municipi de Montblanc (Conca de Barberà) inclosa en l'Inventari del Patrimoni Arquitectònic de Catalunya. Està situada a l'antic poble de Prenafeta, que quedà abandonat el segle xviii quan el poble es traslladà uns dos quilometres al sud. Actualment l'església es troba en ruïnes.

## Descripció
És un edifici amb dues parts diferenciades que possiblement corresponen a dos moments d'obra. Als peus de l'edifici hi ha el que seria el nucli primitiu: una nau rectangular que aniria coberta per una encavallada de fusta que no s'ha conservat. Això pot correspondre a mitjans de segle xi. El material constructiu és la pedra irregular petita i col·locada sense cura en el mur, lligada amb morter. Posteriorment (1300) es va afegir un nou tram de nau amb un absis semicircular a la capçalera. Aquesta part de l'edifici va coberta per una volta de canó apuntat que arrenca d'una imposta. Els dos trams de la nau es comuniquen mitjançant un gran arc ogival dovellat. En l'obra més moderna, els materials són també molt pobres. A la volta han quedat els senyals d'una cintra d'encanyissat, en el morter emprat per a lligar el reble.

## Història
Prenafeta es menciona com a topònim l'any 980. El 1054 va ser donat el lloc per la seva colonització i a partir d'aquesta data deurien iniciar-se les obres del castell. L'empresa repobladora va aturar-se com a conseqüència d'una incursió àrab documentada pels volts del 1086. No obstant això, poc temps després es deuria reprendre, aquesta vegada ja sense interrupció. Durant els segles XII el lloc depenia de la família Puigvert, descendents dels primers colonitzadors. Precisament en el testament d'un membre d'aquesta nissaga es documenta per primera vegada l'església de Sant Salvador, l'any 1166. Posteriorment, Prenafeta va passar a ser propietat del monestir de Poblet per donació d'un Puigvert. L'any 1300 una Acta de Visita al Cenobi esmenta la necessitat de construir una capella al lloc.